# USAC National Championship 1957
USAC National Championship 1957 var ett race som kördes över 13 omgångar. Jimmy Bryan tog hem titeln, samt två av tre segrar när den amerikanska eliten mötte den europeiska på Monza i Italien. De europeiska bilarna var så underlägsna på ovalen, att de drog sig ur. På hemmaplan tog Sam Hanks hem säsongens Indianapolis 500.

## Delsegrare
| Datum        | Bana             | Vinnare        |
| ------------ | ---------------- | -------------- |
| 30 maj       | Indianapolis 500 | Sam Hanks      |
| 2 juni       | Langhorne        | Johnny Thomson |
| 9 juni       | Milwaukee        | Rodger Ward    |
| 23 juni      | Detroit          | Jimmy Bryan    |
| 4 juni       | Lakewood         | George Amick   |
| 17 augusti   | Springfield      | Rodger Ward    |
| 25 augusti   | Milwaukee        | Jim Rathmann   |
| 2 september  | DuQuoin          | Jud Larson     |
| 7 september  | Syracuse         | Elmer George   |
| 14 september | Indiana          | Jud Larson     |
| 29 september | Trenton          | Pat O'Connor   |
| 20 oktober   | Sacramento       | Rodger Ward    |
| 11 november  | Arizona          | Jimmy Bryan    |

## Slutställning
| Plats | Förare         | Poäng |
| ----- | -------------- | ----- |
| 1     | Jimmy Bryan    | 1650  |
| 2     | Jim Rathmann   | 1470  |
| 3     | George Amick   | 1400  |
| 4     | Pat O'Connor   | 1250  |
| 5     | Jud Larson     | 1170  |
| 6     | Andy Linden    | 1130  |
| 7     | Johnny Thomson | 1110  |
| 8     | Johnny Boyd    | 1040  |
| 9     | Sam Hanks      | 1000  |
| 10    | Elmer George   | 830   |